# キリストの神殿奉献 (ティントレット)
『キリストの神殿奉献』（キリストのしんでんほうけん、伊: Presentazione di Gesù al Tempio, 英: Presentation of Jesus in the Temple）は、ルネサンス期のイタリアのヴェネツィア派の巨匠ティントレットが1554年から1555年頃に制作した絵画である。油彩。主題は『新約聖書』「ルカによる福音書」で述べられている生後間もないイエス・キリストの神殿奉献のエピソードから取られている。現在はヴェネツィアのアカデミア美術館に所蔵されている。

## 主題
ユダヤ人の女は第1子を出産すると血の穢れを払うため、モーセの律法に定められている7日（男子を出産した場合の浄めの期間）が過ぎると、エルサレム神殿に子供を連れていき、燔祭のために1頭の仔羊と、罪祭のために1羽の鳩を、貧しい者は2羽の鳩を犠牲に捧げるしきたりであった。「ルカによる福音書」によると、聖母マリアとヨセフは長子であるキリストの誕生後7日が過ぎると、幼児キリストを神に捧げ、2羽の鳩を犠牲に捧げるためにエルサレム神殿に赴いた。神殿にはシメオンという敬虔な人物が聖霊に導かれて訪れていた。彼は救世主に会うまでは死ぬことがないと聖霊に示されており、ヨセフとマリアが神殿に入って来るのを見ると、シメオンは幼児を腕に抱いて神を讃えた。

## 作品

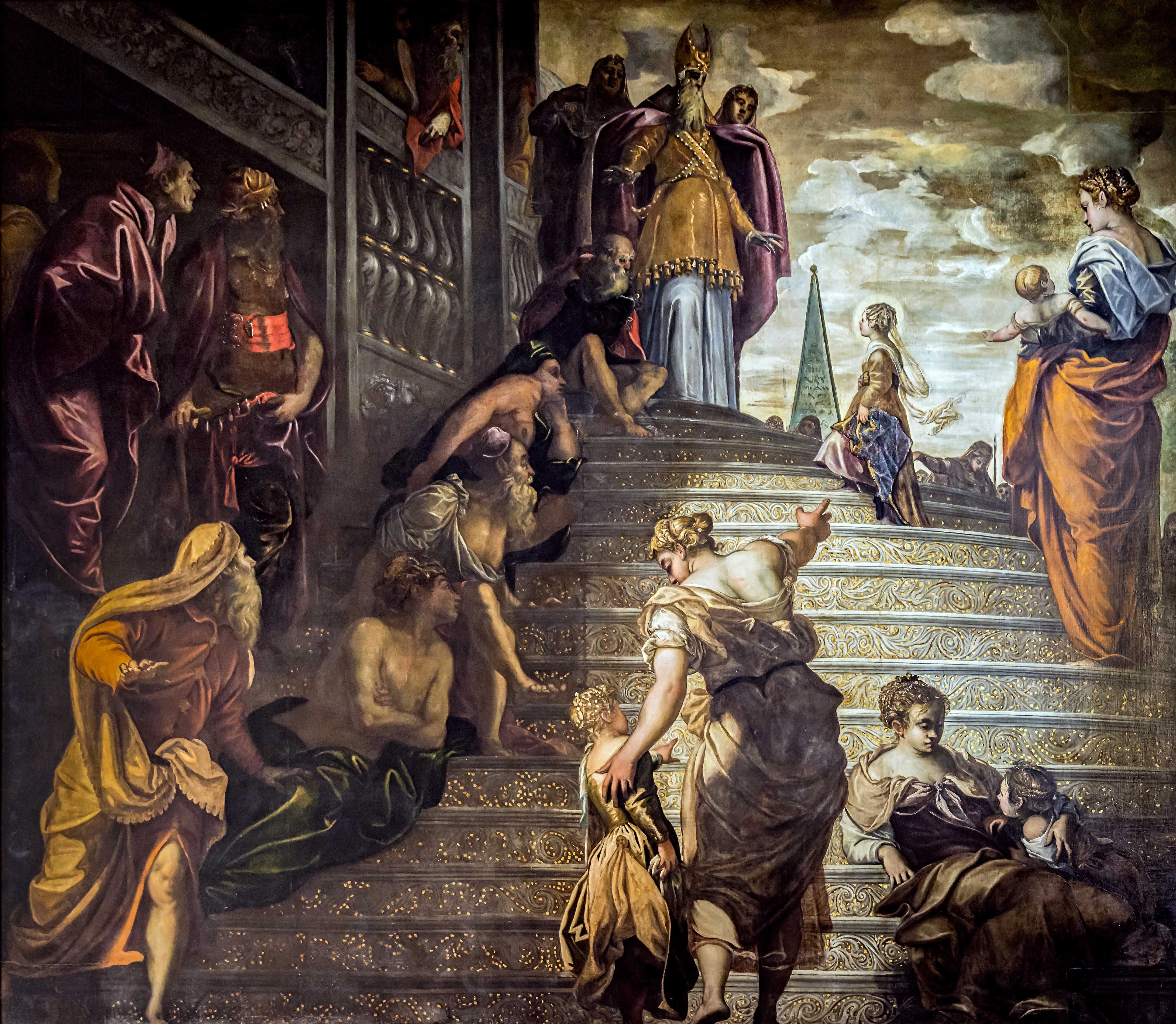
ティントレットが1552年と1553年の間に制作した『聖母の神殿奉献』。マドンナ・デッロルト教会所蔵。

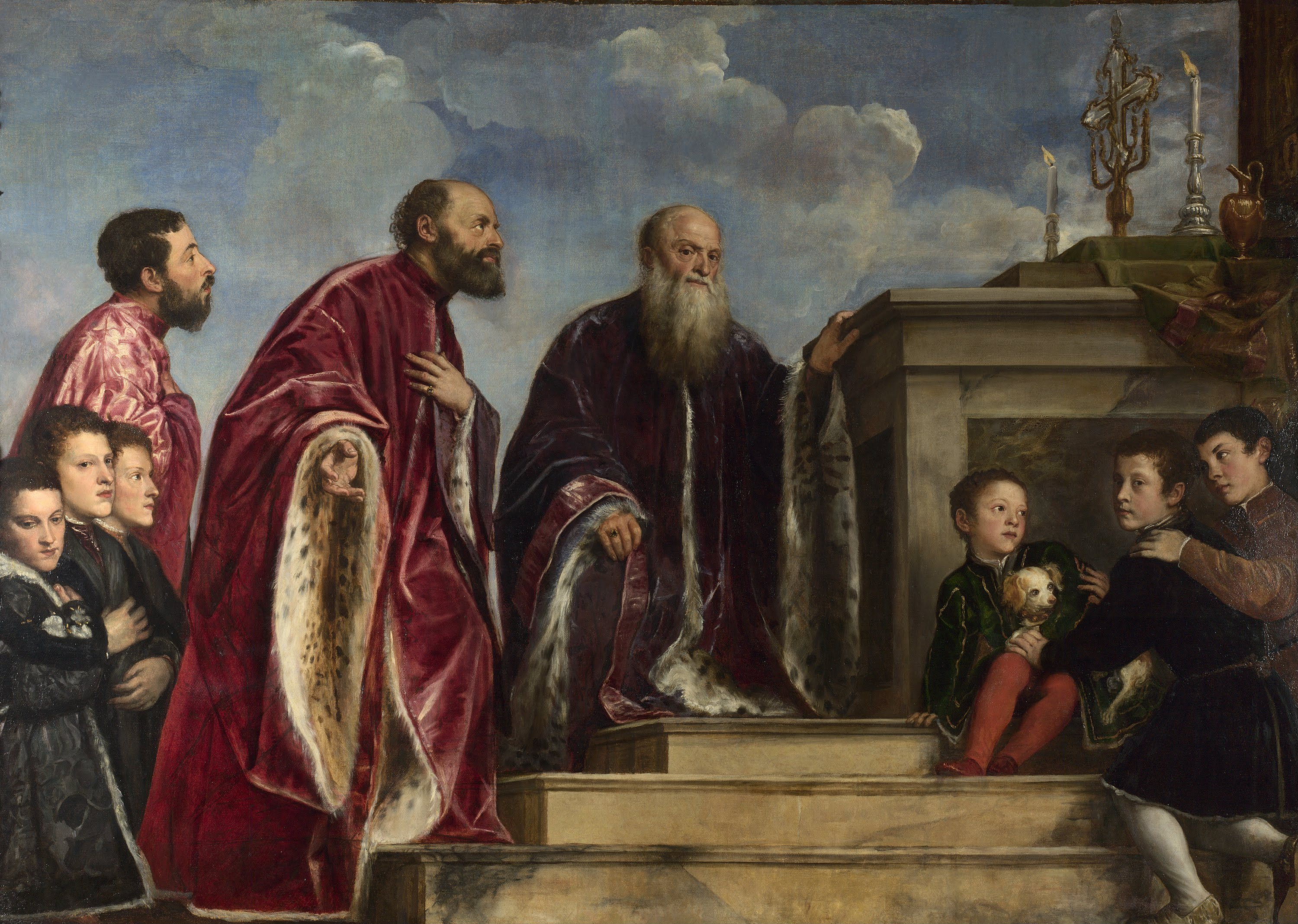
ティツィアーノの『ヴェンドラミン家の肖像』。ロンドン・ナショナル・ギャラリー所蔵。

ティントレットは幼児キリストをエルサレム神殿の年老いたシメオンに差し出す聖母マリアとヨセフを描いている。聖母マリアのいる画面右側には暖かく柔らかい光が降り注ぎ、幼児キリストの頭上は神聖な光で輝いている。「ルカによる福音書」ではシメオンは敬虔な一般の人物として言及されているが、外典福音書の1つ「ヤコブによる福音書」では大祭司であった洗礼者ヨハネの父ザカリヤの後任とされ、14世紀以降の絵画ではシメオンは一般的に神殿の大祭司と同一視されて描かれている。聖母マリアとシメオンの間に置かれたテーブルの上には浄めの儀式に必要な2羽の鳩が置かれている。聖母マリアが大祭司シメオンに幼児イエスを差し出している周囲には他の幼児を抱いた母親たちが順番が回ってくるのを待っている。絵画は低い視点で描かれているため、テーブルの下に側面に立つ他の母親たちの姿が見える。一方で画面左端の裕福な者は鳩ではなく仔羊を携えている。
背景に描かれたエルサレム神殿内部は半円形のルネサンス様式の後陣を思わせる建築学的構造を備えており、古典的なピラスターの間に貝殻の装飾をともなう浅い奥行きの壁龕があり、それぞれに彫像が収められている。階段に置かれた小さな樽はおそらく発注主と関係がある。赤外線リフレクトグラフィーを用いた科学調査によると、樽の下には大きな紋章が描かれていたことが判明している。
本作品はしばしば同じくティントレットのマドンナ・デッロルト教会の『聖母の神殿奉献』（Presentazione della Vergine al Tempio）との関連性が指摘されている。両作品ともに下からの視点で描かれ、立体的な彫刻や、典型的なマニエリスムのひねった人物像といった共通する要素を持っている。また本作品がエルサレム神殿の内部で描かれているのに対し、マドンナ・デッロルト教会の作品は神殿の外で描かれている。本作品の階段のある構図はロンドンのナショナル・ギャラリー所蔵の、ティツィアーノ・ヴェチェッリオの『ヴェンドラミン家の肖像』（Ritratto votivo della famiglia Vendramin）から取られている。

## 来歴
絵画はおそらく1550年代半ばに、桶あるいは樽の製造業者によるダルテ・デイ・ボッテリ同信会（Scuola d'Arte dei Botteri）の発注で、サンタ・マリア・デイ・クロチフェリ教会（church of Santa Maria dei Crociferi）のために依頼された。ティントレットは同教会のために祭壇画『聖母被昇天』（Assunzione della Vergine）をも制作している。完成した絵画は内陣の側壁の一方に、反対側の壁に掛けられたアンドレア・スキャヴォーネの『聖母のエリザベト訪問』（Visitazione）と向き合う形で掛けられていた。教会が取り壊され、1715年から1730年にかけてイエズス会教会として再建された後は同教会の聖具室に移された。20世紀初頭に絵画がイタリア政府の承認のもとロンドンのナショナル・ギャラリーに売却される危険にさらされると、先買権による取得で1906年12月3日にアカデミア美術館に譲渡され、翌1907年3月21日に収蔵された。絵画は1790年に修復を受けており、1950年に再び修復家マウロ・ペッリチョーリによって修復されている。

## 他のバージョン
サンタ・マリア・デイ・カルミニ教会のバージョンはジョルジョ・ヴァザーリがアンドレア・スキアボーネに帰属したのに対して、17世紀と18世紀の著述家たちはティントレットの作品とした。現代の研究者の間ではティントレットの帰属を疑問視する意見が根強い。フランス、トゥールーズのベンベルグ財団は1540年頃のバージョンを所有している。

## ギャラリー
ティントレットは以下のような同主題の絵画も制作している。

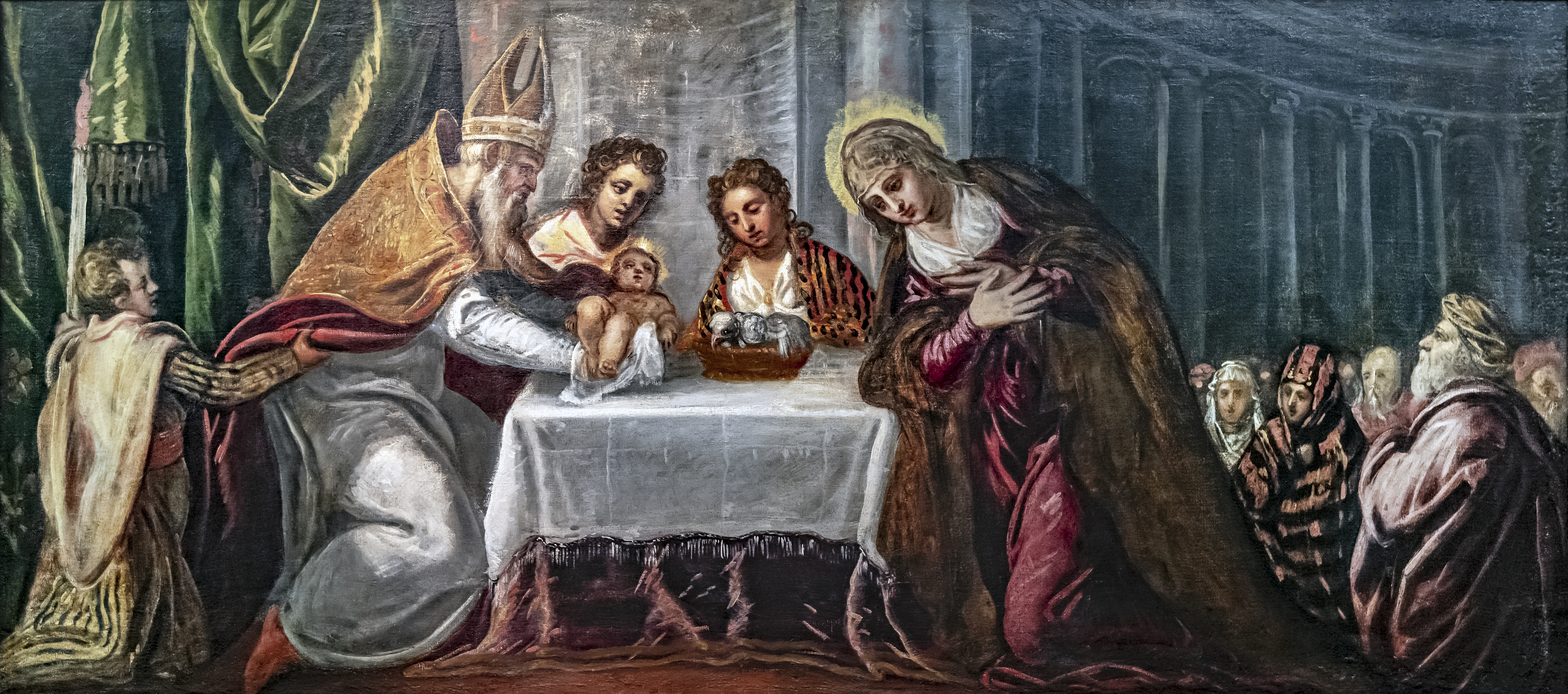
1540年頃 ベンベルグ財団（フランス語版）
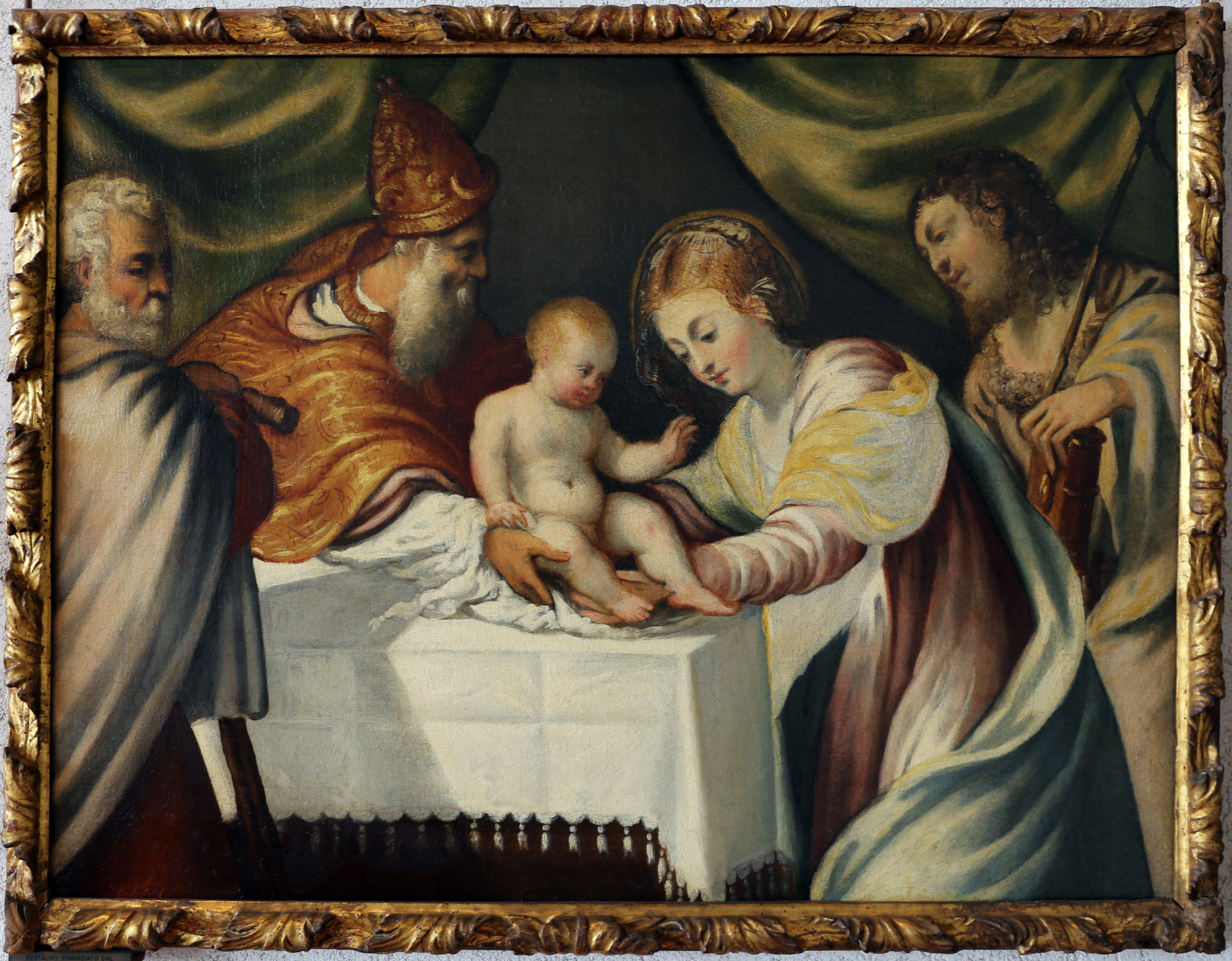
1540年頃の工房作 カステルヴェッキオ博物館（英語版）所蔵
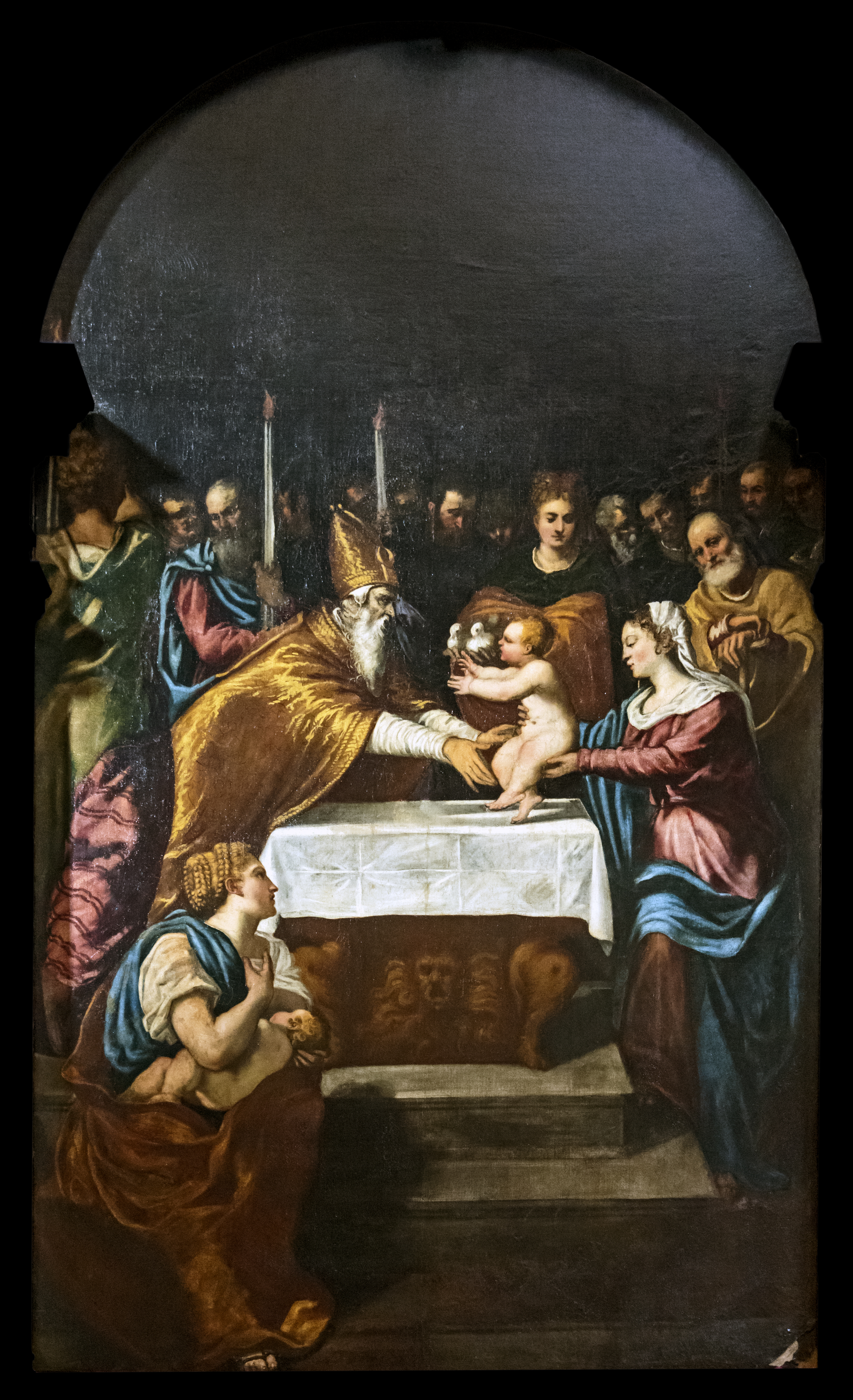
1542年頃 サンタ・マリア・デイ・カルミニ教会（英語版）所蔵